# Corbari
Corbari è un film del 1970 diretto da Valentino Orsini, ispirato alla vita ed alle azioni del partigiano romagnolo Silvio Corbari e della sua banda partigiana.

## Trama
Emilia-Romagna, 1944, seconda guerra mondiale, nell'Italia occupata i partigiani proseguono la resistenza contro tedeschi e repubblichini; Silvio Corbari, dopo avere tentato inutilmente di salvare un prigioniero in fuga, uccide un suo amico fascista, autore dell'omicidio, e se ne assume pubblicamente la responsabilità affiggendo un manifesto nella piazza del paese.
Da quel momento si dà alla macchia con l'intenzione di iniziare una sua guerra personale contro gli occupanti, rifiutando l'invito di Adriano Casadei ad aggregarsi alle formazioni partigiane che operano sulle montagne, viceversa sarà quest'ultimo ad unirsi a lui, partecipando alle sue scorribande e successivamente altri compagni si aggregheranno per formare quella che sarà la cosiddetta Banda Corbari, un piccolo nucleo che opererà autonomamente sul territorio emiliano romagnolo.
Le azioni e gli agguati ai danni di fascisti e tedeschi e la liberazione di prigionieri, con il conseguente allargamento della formazione, si susseguono con successo, tanto da attirare l'attenzione delle maggiori autorità del luogo su Corbari che ordinano la sua ricerca e la sua cattura o la sua uccisione. Nel frattempo Ines, infermiera e figlia del direttore dell'ospedale e quindi in possesso del permesso di circolazione rilasciato dal comando tedesco, raggiunge i partigiani chiedendo di unirsi alla formazione e, dopo un'iniziale diffidenza ed ostilità da parte degli uomini del gruppo, entrerà a farne parte, intrecciando una relazione con Corbari.

Frank Wolff e Giuliano Gemma in una scena del film

La formazione con un colpo di mano conquista la cittadina di Tregnano e qui viene raggiunta da Ulianov, comandante della 32ª brigata partigiana, che ha sentito parlare delle sue azioni ed invita i componenti ad unirsi a lui ma Corbari rifiuta con l'intenzione di creare la zona libera Corbari, una piccola Repubblica libera in cui ogni abitante avrà diritto ad un fucile per ogni ettaro di terra che possiede al fine di difenderla. Vengono instaurate nuove regole, abolendo i debiti verso le banche e verso i proprietari terrieri, e vengono addestrati i giovani all'uso delle armi mentre gli scontri si susseguono e cresce la preoccupazione delle autorità nei confronti della nuova situazione, tanto da fare arrivare dalla Toscana un reparto fascista con il solo scopo di trovare ed uccidere il rivoluzionario.
Scampato ad una trappola sulla strada di Cavriago Corbari riesce a decimare e mettere in fuga i fascisti incaricati di ucciderlo restando ferito ad un occhio nella sparatoria ma, prima del suo ritorno, un altro reparto riconquista Tregnano dove la popolazione subisce una feroce rappresaglia alla quale i superstiti assistono impotenti. Il nucleo della banda, insieme ai pochi scampati, raggiunge Ulianov per convincerlo ad attaccare per riconquistare la cittadina ma egli, attendendo forniture di armi dagli alleati, gli chiede di aspettare, suscitandone la rabbia e, inaspettatamente, la delusione per il desiderio dei compagni, primo tra tutti Casadei, di rimanere in montagna per unirsi ai partigiani.
Frustrato dall'atteggiamento dei suoi uomini egli riparte insieme ad Ines e, rimasti soli, organizzano ed attuano una serie di azioni allo scopo di punire i responsabili dell'eccidio nel modo più visibile possibile come l'attentato in cui resta ucciso il comandante del reparto fascista, compiuto durante il funerale della precedente vittima, ma il cerchio intorno a loro si stringe ed anche Ines viene identificata.
I vecchi compagni di Corbari, venuti a conoscenza delle sue azioni, scendono dalle montagne per ricominciare la lotta insieme a lui ma, quando il gruppo sembra rinsaldarsi e pronto a riorganizzare la resistenza in quell'area, Ines, uscita per comprare del cibo, viene riconosciuta e seguita ed il mattino seguente viene attaccato da un grande numero di nemici.
Circondato ed impossibilitato a fuggire il gruppo tenta di opporre una resistenza ma il preponderante numero dei nemici la rende inutile; Ines viene ferita e, per indurre il suo uomo a tentare di allontanarsi, conscia del fatto che egli non l'abbandonerà, si suicida sparandosi in bocca ma la sorte dei partigiani è comunque segnata e, una volta catturati, saranno impiccati e lasciati appesi alle colonne della piazza del paese per fungere da monito ai ribelli.

## Riferimenti storici
- La cittadina sede della "zona libera Corbari' nella realtà si chiama Tredozio, comune dell'Appennino faentino; Tregnano è nome di fantasia.
- Cavriago è un comune della provincia di Reggio Emilia, nel film viene detto essere circa a trenta chilometri da Tregnano (Tredozio).
- La ragazza che si unisce alla Banda Corbari non si chiamava Ines ma Iris Versari, figlia di Angelo Versari residente a Tredozio.
- Corbari e il nucleo della sua Banda si rifugiarono a Ca' Cornio, podere che si trova nei pressi di Tredozio-Modigliana e non in riva al mare nei pressi di Ravenna.
- Dopo il suicidio di Iris, Spazzoli, Casadei e Corbari tentarono la fuga gettandosi dalla finestra. Quest'ultimo, nel salto, rimase ferito alla gamba. Spazzoli e Casadei decisero di non abbandonarlo a costo della vita. Furono catturati tutti e tre: successivamente Casadei e Corbari vennero impiccati a Castrocaro Terme assieme ai cadaveri di Iris Versari e di Arturo Spazzoli, ucciso durante il trasporto perché si lamentava a causa delle ferite; infine i corpi dei quattro vennero appesi ai lampioni di piazza Saffi a Forlì[1].